# Bryotropha patockai
Bryotropha patockai is een vlinder uit de familie tastermotten (Gelechiidae). De wetenschappelijke naam is voor het eerst geldig gepubliceerd in 2003 door Elsner & Karsholt.
De soort komt voor in Europa.